# Citrus macrophylla
Espèce
Citrus macrophylla, ou Alemow translitération du nom local philippin Alimau (Citrus macrophylla Wester) est un agrume proche des limes acides et utilisé comme porte-greffe des citronniers et des limettiers.

## Histoire
S. Hendrik Koorders décrit Citrus celebica Koord. en 1898 en Indonésie, aux Célèbes. Wester en décrit une variété southwickii. de C. celebica Koord. Walter Reuther (1967) note qu'Alemow nommé C. macrophylla par Wester (1915), dont le fruit a une pulpe plutôt sèche et aigre considérée comme immangeable même par les indigènes[ ] semble être un hybride de C. celebica, du sous-genre Papeda avec probablement un pomelo (C. grandis) et ajoute qu'il s'est montré prometteur comme porte-greffe de citronnier en Californie.
Merill (1899) rapporte que Wester in Philippine Agricultural Review (1915) le décrit comme une variété de Citrus Hystrix («Cultivé. Il s'agit selon toute vraisemblance d'un hybride entre Citrus hystrix DC. et quelques autres espèces, peut-être C. maxima (Burm.) Merr.» Wester avait nommé et décrit en 1907: «L'alemow est un fruit très rare cultivé à Cebu et considéré comme non comestible même par les indigènes. [ ] Les principales caractéristiques distinctives de cette espèce sont les grandes feuilles larges, les pétioles relativement courts mais assez larges, et les fruits assez gros et de forme particulière; [ ] le plus étroitement apparenté au pomelo.».
En 1997, R. Cottin et al. maintient l'incertitude: Citrus macrophylla Wester = C. aurantifolia (Citrus celebica Koord . ? x Citrus maxima (Burm.) Merr. ?) tandis que UC Riverside les donne comme synonymes.

## Phylogénie

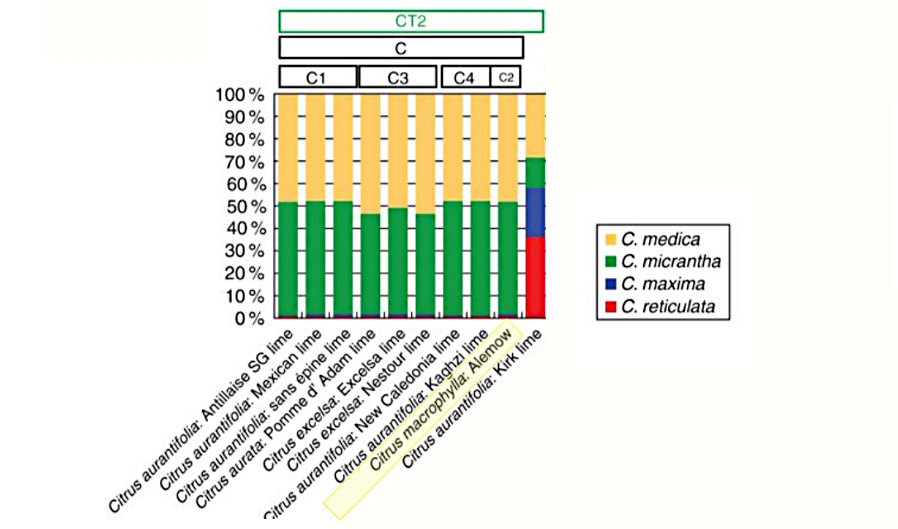
Les travaux de Franck Curk et al. (2016) montrent la proximité de C. macrophylla (C2) avec les limes acides tropicales à petit fruits C. autantifolia'.

La génétique permet de fixer la phylogénie: Federici et al .(1998) le regroupe avec C. aurantifolia et les papedas C. hystrix et C. micrantha. Nicolosi et al. (2000) puis Ollitrault et al. (2012) montrent que la lime du Mexique et C. macrophylla ont une phylogénie probable C. medica x C. micrantha. Enfin, en 2016 F. Curk et al. montre que C. macrophylla résulte d'une hybridation entre Citrus micrantha (ou une espèce proche) et d'un cédrat. Ils écrivent: «L'hybridation  C. micrantha ×  C. medica a vraisemblablement produit les génotypes de ces espèces secondaires et a révélé une congruence plus élevée pour la lime du Mexique (95.1 %) que pour la lime Excelsa (88 %) et la lime Alemow' (89.3 %). La variabilité au sein de tous les sous-clusters C est très faible, elle correspondait principalement à des variations hétérozygotes/homozygotes, soit à des mutations sporadiques».

## Description
Arbre vigoureux et très épineux avec des feuilles petites à moyennes, elliptiques, étroites, à pétioles largement ailés.
Fruit moyen à gros, oblong à obovale, mamelonné avec une aréole circulaire marquée. Péricarpe rugueux et bosselée jaune verdâtre, Pulper jaune verdâtre peu juteuse, jus très acide et très amère. Graines polyembryonnées.

## Utilisation

### Porte-greffe
Chez les agrumiculteurs C. macrophylla est apprécié pour son rendement exceptionnel qui dépasse visiblement tous les autres porte-greffes (de 40% avec l'orange amère (C. aurantium L.)) et quand cela n'est pas le cas, (comme l'ont montré L. Blondel et C; Jacquemond - 1986 - sur le citron de Menton Eureké)  il provoque une mise à fruit plus rapide. Il a avec le Citron Volkamer une des meilleures réponses à la fertilisation azotée (nombre de feuilles par plante, diamètre du collet, hauteur finale de la tige, surface foliaire totale et poids frais et sec des différents organes). C. macropylla est aussi un porte-greffe remarquable par sa tolérance aux sols salins, utile dans les principales zone de culture d'agrumes sous irrigation artificielle et eaux fossiles qui se généralise avec la sécheresse en climat méditerranéen, même s'il est peu tolérant au stress hydrique prolongé. Il constitue un modèle dans la mise au point de porte-greffe résistants à la sécheresse, la recherche de mutants résistants au sel est active. De même le réchauffement climacique provoquant des précipitations brèves et importantes il a été démontré que C. macrophylla a un bon comportement en cas d'inondation. Enfin il présente l'avantage d'une adaptation aux sols sableux et calcaires à pH élevé. Il est tolérant à l’exocortis et résistant au Phytophthora, sensible au CTV et à la cachexie.
En contrepartie, il est sensible au gel d'où un programme de recherche pour améliorer sa résistance au froid et comprendre le mécanisme. Et surtout il affecte négativement la qualité du fruit, l'orange douce Lane late par exemple greffée sur C. macrophylla est moins colorée (teneur plus faible en anthocyanes) et moins sucrée que sur la mandarine Cleopatra; il induit aussi un péricarpe épais, plus pauvre en composés volatils. Une étude effectuée sur les citrons montre que le porte-greffes Forner-Alcaïde est le meilleur porte-greffe pour la qualité de l'arôme avec des teneurs élevées en composants volatils, suivis de C. aurantium, C. macrophylla arrive en dernière place. Il augmente le rapport solides solubles sur acide des jus, l'orange Shamouti greffées sur macrophylla est plus acide.

### Huile essentielle

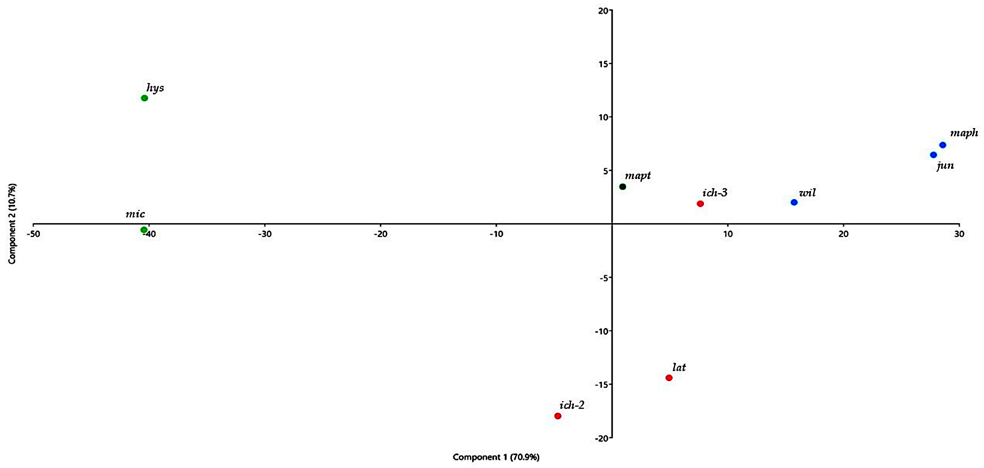
Analyse en composantes principales d'H.E. du zeste de : C. hystrix, micrantha, macroptera, latipes, ichangensis, wilsonii, junos, macrophylla. C. macrophylla complètement à droite est proche de l'HE de yuzu.

Cette H.E. est peu commune, une analyse saoudienne (2021) donne le limonène comme le composant ultra-majoritaire (60 à 95 %) suivi de γ-terpinène (13,5 %) dans une proportion supérieure aux autres limes acides et à l'opposé de C. hystrix et C. micrantha.
Clémentine Baccati et al. (2021) déplorent le manque de donnée sur l'HE de C. marcophylla, ils donnent une analyse en composante principale des HE de diverses limes acides et du combava comparée à C. macrophylla. Elle écrit «Les H.E. de zeste de C. wilsonii , C. junos et C macrophylla sont caractérisées par des teneurs élevées en limonène [ ] associées à des quantités notables de γ-terpinène. La composition chimique que nous avons observée pour C. junos avait une proportion de limonène variant entre 60,4 et 82,4 %, principalement associée au γ-terpinène (7,6 à 10,7 %) et au linalol (0,9 à 5,6 %). Aucune donnée n'a été trouvée sur la composition de l'huile de zeste de C. macrophylla». Les auteurs montrent que si les HE de fruit de yuzu et de macrophylla sont proches et singulières, il en va autrement pour les H.E. de feuille. L'H.E de feuille est riche en géranial (24,7 %), néral (18,9 %) et limonène (17,7 %) avec de aussi γ-terpinène (6,2 %), de p-cymène (4,3 %), linalol (4,3 %) et citronellal (3,5 %) qui confirme la paternité du cédratier.